# منعة (عسكرية)
المَنَعة هي نوع من المعاقل، أو مراكز الحراسة الخرسانية المحفورة، وتكون مجهزة عادة بفتحات رمي يمكن للمُدافعين من خلالها إطلاق النيران.